# Liga Mistrzów IFAF Europe
Liga Mistrzów IFAF Europe (ang. IFAF Europe Champions League) – europejskie, klubowe rozgrywki futbolu amerykańskiego, organizowane w latach 2014–2016  przez IFAF Europe. Przeznaczone były dla najlepszych męskich drużyn klubowych (zajmujących czołowe miejsca w europejskich ligach krajowych).
Format fazy grupowej rozgrywek odbywał się na podobnej zasadzie, co w mistrzostwach świata w futbolu amerykańskim, natomiast mecze Final Four odbywały się na podobnej zasadzie co finałowe mecze koszykówki NCAA Division I.
W sezonie 2016 po raz pierwszy w rozgrywkach wzięła udział polska drużyna - Panthers Wrocław, wygrywając w finale z Seamen Mediolan.

## Mistrzowie
| Sezon | Miejscowość | Zwycięzca          | Wynik | Finalista          |
| ----- | ----------- | ------------------ | ----- | ------------------ |
| 2014  | Elancourt   | Helsinki Roosters  | 36–29 | SBB Vukovi Belgrad |
| 2015  | Belgrad     | Carlstad Crusaders | 84–49 | SBB Vukovi Belgrad |
| 2016  | Wrocław     | Panthers Wrocław   | 40–37 | Seamen Mediolan    |